# Sint-Petrus'-Bandenkerk (Hilvarenbeek)

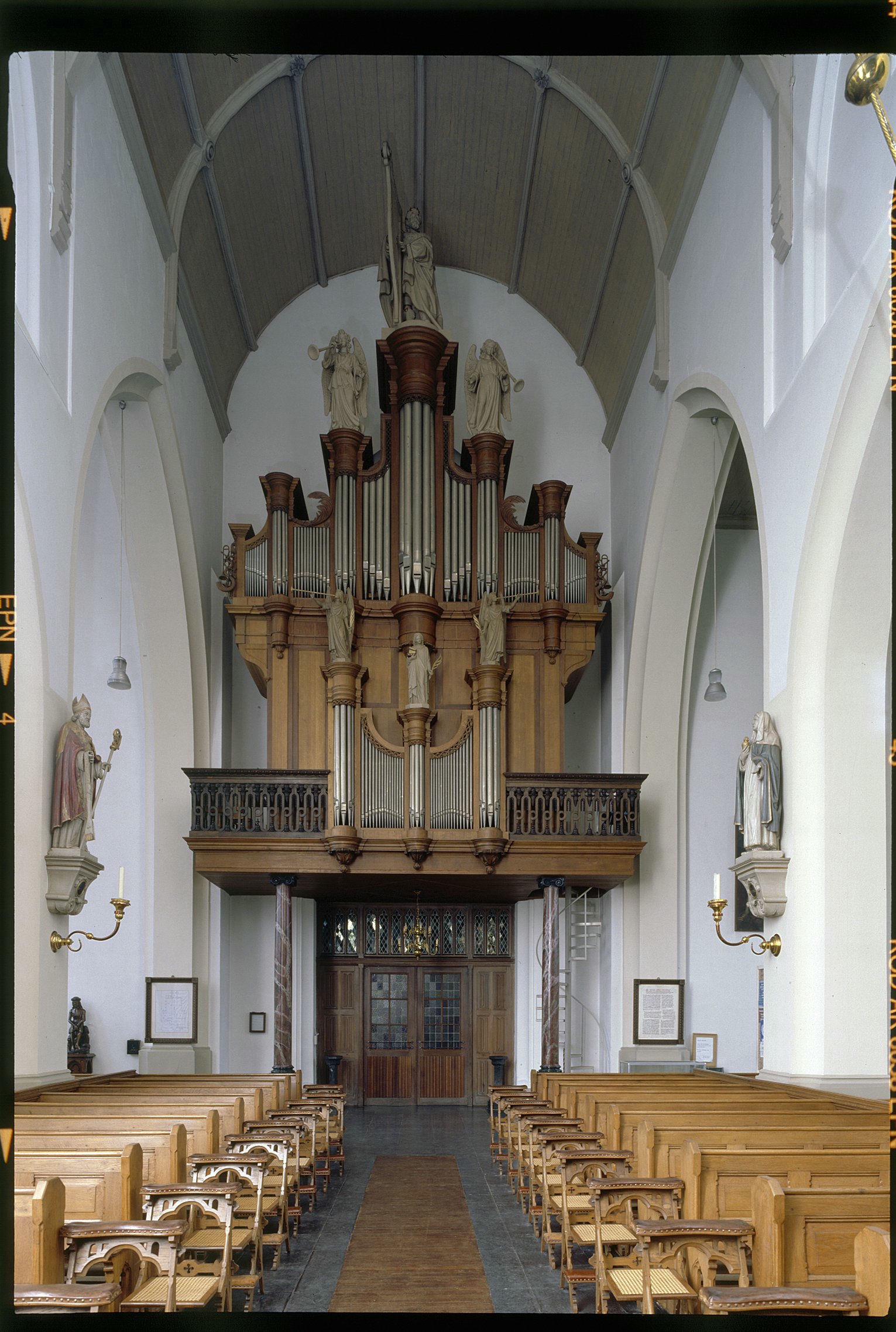
Het Van Hirtum-orgel

De Sint-Petrus'-Bandenkerk te Hilvarenbeek in Nederland is een laatgotische kruiskerk met een toren van 74,5 meter hoogte, waarmee deze op de 47e plaats komt in Nederland.

## Geschiedenis
De oudste kerk op deze plaats stamt uit 990. Deze is gebouwd in opdracht van de heilige Hilsondis. Van deze tufstenen romaanse basiliek zijn in 1965, tijdens een restauratie, de overblijfselen gevonden. De vrouwe van (Hilvaren-)beek en Rode, Hildewaris, heeft de kerk later verbouwd. In 1157 werd de kerk, als een van de eerste van Brabant, tot kapittelkerk verheven.
Omstreeks 1300 werd het kerkje in gotische stijl herbouwd. Tien pilaren van het vroegere gebouw bleven gehandhaafd. Later hebben er meer verbouwingen en uitbreidingen plaatsgevonden, de belangrijkste in de 16e eeuw. In het muurwerk is nog veel tufsteen te vinden.
Het schip is oorspronkelijk 14e-eeuws, het koor en het dwarspand zijn 15e-eeuws en in 1520 en 1527 nog verbreed. De noorderschipbeuk is uit 1557, en de zuidbeuk is in 1587 vergroot nadat in 1583 een brand was uitgebroken.Deze is veel breder dan de noordbeuk.
Ook de toren is in 1448 door brand verwoest en werd herbouwd, maar in 1615 brak opnieuw brand uit in de kerk. Hierbij gingen het oksaal, het orgel en ook de archieven verloren.
De toren wordt omschreven als een van de mooiste van Noord-Brabant en een hoogtepunt van de Kempense gotiek. De toren heeft ten voorbeeld gestaan voor de vrijwel identieke toren van Asperen. Ze is omstreeks 1450 gebouwd en werd omstreeks 1550 verfraaid met rijke versieringen zoals spaarvelden, balustrades en steunbeertjes. De spits dateert uit 1615 en heeft een met een open koepeltje bekroonde peer.
Van 1648 tot 1799 was de kerk in gebruik bij de Hervormde gemeente, waarna ze weer aan de katholieken werd teruggegeven. Veel van het interieur, zoals beelden en glas-in-loodvensters, werd verwijderd, maar de preekstoel, de kroonluchters en het koorgestoelte bleven gehandhaafd.
Uiteraard hebben de katholieken weer nieuwe elementen aan het interieur toegevoegd. In het begin van de 19e eeuw hebben zij een aantal voorwerpen aangekocht.
Van 1962-1965 vond een restauratie plaats.

## Gebouw
De oud aandoende beelden van Sint-Petrus en Adrianus van Hilvarenbeek die de ingang flankeren dateren van de jaren 50 van de 20e eeuw en werden vervaardigd door J. Kreykamp.
In de benedenruimte van de toren, waarboven zich een stergewelf bevindt, hangen de klokkentouwen. De klokken worden nog met de hand bediend en, bij uitvaarten, traditiegetrouw door vrouwen. Een beeldje in deze ruimte memoreert dit gebruik.
Het middenschip wordt overdekt door een tongewelf. In de kerk is een -nu dichtgemetseld- raam, waardoor de gedetineerden in de naastgelegen dorpsgevangenis toch de Mis konden bijwonen. Dit bleef tot 1849 het geval.
De 16e-eeuwse sacristie, die aan de zuidzijde van het priesterkoor is gelegen, bezit een zeldzaam ribgewelf. Hier bevond zich vroeger een opslagplaats voor het voedsel dat bestemd was voor de armenzorg.
Aan de zuidzijde is in 1924 een Mariakapel aangebouwd, die een staakmadonna uit 1775 bezit.
Nabij het zuidportaal bevindt zich een muurschildering uit de 15e eeuw, die de proost Johannes van Nispen voorstelt, voorzien van diens wapenspreuk God wees mij, zondaar, genadig.
Sinds 2015 wordt de voorzijde van de toren tijdens carnaval voorzien van ogen, een neus en een mond. De toren komt tot leven als Schêêve Peer, de oudste inwoner van Hilvarenbeek die op een ludieke manier van zich laat horen. Zo spreekt Schêêve Peer de mensen toe wanneer zij naar binnen en buiten lopen voor de carnavalsviering en praat hij met de Prins der Pezerikken en de burgemeester bij de sleuteloverdracht. Ook bij de afsluiting van de Klèèn en Grôôt geeft hij zijn mening over de afgelopen carnaval en bedankt hij iedereen voor de gezelligheid in het dorp.

## Interieur
Het hoogaltaar, uit 1865, is in neobarokke stijl. Het werd meerdere malen versoberd. De drie beelden zijn afkomstig van het vorige altaar.
De koorbanken zijn in renaissancestijl en stammen uit 1609-1621. Ze zijn door een plaatselijke meubelmaker vervaardigd.
De eikenhouten preekstoel dateert van 1628. Hierin zijn de vier evangelisten en de Salvator Mundi uitgesneden. Op de trapleuning zijn de twaalf apostelen te vinden.
De zijaltaren zijn in gebruik bij de schuttersgilden Sint-Joris en Sint-Sebastiaan. Deze zijn mogelijk in Frankrijk aangekocht en zijn 18e-eeuws. De beelden (1729) zijn afkomstig van Walter Pompe, een kunstenaar uit Lith die in Antwerpen werkzaam was.
De biechtstoelen in barokstijl dateren uit het eind van de 17e eeuw en werden aangekocht.
Achter in de kerk het houten beeld Christus op de koude steen, uit omstreeks 1600.
Het kerkorgel werd tussen 1839 en 1843 gebouwd door Bernard Petrus van Hirtum. Het heeft 1606 pijpen.
Twee koperen kroonluchters, waarvan één een ridderfiguurtje toont. Zij stammen uit de 16e eeuw.
De kruiswegstaties zijn modern en in 2000 geplaatst. Ze werden vervaardigd door Martien van Woerkum. Van de vroegere kruiswegstaties uit 1841 zijn er nog enkele over.